# SpaceX CRS-25
SpaceX CRS-25 eller SpX-25 var en flygning till Internationella rymdstationen med SpaceX:s rymdfarkost Dragon 2. Farkosten sköts upp av en Falcon 9-raket, från Kennedy Space Center LC-39, den 15 juli 2022.
Farkosten dockade med rymdstationen den 16 juli 2022.
Farkosten lämnade rymdstationen den 19 augusti 2022, några timmar senare återinträdde den i jordens atmosfär och landade i Mexikanska golfen.